# Xavier Gouyou-Beauchamps
 (mars 2018).
Si vous disposez d'ouvrages ou d'articles de référence ou si vous connaissez des sites web de qualité traitant du thème abordé ici, merci de compléter l'article en donnant les références utiles à sa vérifiabilité et en les liant à la section « Notes et références ».
Pour les articles homonymes, voir Gouyou et Beauchamps.
Xavier Gouyou-Beauchamps, né le 25 avril 1937 à Paris et mort le 15 janvier 2019 dans la même ville, est un haut fonctionnaire français.

## Biographie
Diplômé de l'Institut d'études politiques de Paris (promotion 1958, section Service Public), Xavier Gouyou-Beauchamps est ensuite élève de l'École nationale d’administration (ENA) de 1962 à 1964 et sort de cette école dans le corps des administrateurs civils.
Il est ensuite sous-préfet, directeur de cabinet du préfet du Loiret (1964-1966), puis est nommé, en 1966, chef-adjoint du cabinet du ministre de l'Agriculture, Edgar Faure, puis chef de cabinet du ministre de l'Éducation nationale, Edgar Faure, après les événements de mai 1968.[réf. souhaitée]
De 1969 à 1974, Xavier Gouyou-Beauchamps est chargé de mission, puis conseiller technique au cabinet du ministre de l’Économie et des Finances, Valéry Giscard d’Estaing. Conseiller technique auprès du secrétaire général de la présidence de la République et chef du service de presse de l’Élysée de 1974 à 1976, sous la présidence de Valéry Giscard d’Estaing, il est, en 1976 et ce jusqu'en fin avril 1977, nommé préfet de l’Ardèche.
Il entre ensuite dans l’audiovisuel. Il est d’abord nommé, en 1977, président de la Sofirad, qui gère les intérêts de l’État dans le secteur privé de l’audiovisuel, avec par exemple Radio Monte-Carlo et Sud Radio. Il y reste jusqu’en 1981. De plus, de 1977 à 1984, il est président de la Compagnie française de télévision (CFT).
En désaccord avec les orientations des gouvernements de l'époque, Xavier Gouyou-Beauchamps se fait mettre en disponibilité après mai 1981 et ce, jusqu'aux élections législatives de 1986. Au retour de la droite aux affaires, il devient entre 1986 et 1988, conseiller auprès du ministre de la Culture et de la Communication, François Léotard, avec qui il prépare notamment la loi du 30 septembre 1986, qui reste le socle législatif de l'audiovisuel français et prépare la privatisation de TF1. De 1988 à 1992, il est président de Télédiffusion de France (TDF). En 1992, il devient président d'une des sociétés filiales du ministère des P.T.T., la Sofipost. 
Directeur général de France 3, il est élu en 1996 président de France Télévision par le Conseil supérieur de l'audiovisuel. Il le demeure jusqu’en 1999. Marc Tessier lui succède.
Dans les années 2000, il crée, avec plusieurs investisseurs anglo-saxons, la société Antalis TV, chargée de la diffusion radio et TV, devenant l'une des concurrentes de TDF. Après quelques années, le fonds d'investissement Ajax vend la société à TDF et Xavier Gouyou Beauchamps démissionne.
Président de Cap 24, chaîne de la TNT en Île-de-France de sa fondation en 2006 jusqu'en 2010, Xavier Gouyou Beauchamps est ensuite président de Citizenside.
De 2009 à 2015, il préside l'association TV France International,, chargée de soutenir la promotion du patrimoine audiovisuel français à l'étranger.
Xavier Gouyou-Beauchamps est chargé du traitement des réclamations persistantes et des différends qui n’arrivent pas à être résolus avec un téléspectateur de la télévision LCP qui mettent en cause le professionnalisme ou l’image de la chaîne. Il peut être saisi par le secrétaire général ou le téléspectateur.

## Vie personnelle
Sa première épouse est Annik Beauchamps, née Annik de Rauglaudre, ancienne comédienne et animatrice de télévision et de radio décédée en 1995, avec laquelle il a eu deux enfants, Marc et Patrick. Xavier Gouyou-Beauchamps s'est ensuite marié à Geneviève, née Decugis, productrice TV morte en 2007. Il partageait depuis sa vie avec Tania Sciama, sa compagne.

## Récompenses et distinctions

### Décorations
- Officier de la Légion d'honneur (2003)[8]
  - Chevalier du 8 avril 1988